# جيمس توماس
جيمس توماس (بالإنجليزية: James Thomas)‏ (11 مارس سنة 1785—25 ديسمبر سنة 1845) شغل منصب حاكم ولاية ماريلاند في الولايات المتحدة خلال الفترة من عام 1833 وحتى 1836 مارس مهنة الطب وعمل قاضيا في محاكم عدة في جميع أنحاء ولاية ماريلاند وخدم كذلك في مجلس الشيوخ في ولاية ميريلاند ما بين عامي 1824 إلى عام 1830.